# Scott Harvey, Jr.
Pour les articles homonymes, voir Harvey.
Scott D.Harvey, Jr., né en 1958 et vivant à Waterford (Michigan), est un pilote amateur de rallyes américain.

## Biographie
Ce pilote a débuté dans les épreuves de (division) SCCA PRO Rally (championnat des États-Unis) en 1981 (avec alors son propre père pour navigateur).
Scott Harvey, Jr. est un ingénieur designer chez ITT Automotive, et également responsable du département Développement prototypes chez Chrysler Corp., poste qu'occupa aussi son père Scott Harvey, Sr. à partir de 1975.
Il utilise parfois encore la Dodge 75 Colt GT U2/G2 class. 2,0 litres (~175 bhp; RWD) - restaurée par l'E-Prepared SCCA Solo II rules et rachetée par ses soins en 1994 - de son père et de son copilote Wayne Zitkus, utilisée en 1975 et 1976 par ses derniers en épreuves du SCCA et du NAR(R)A (championnat nord américain), désormais lors de certaines épreuves - uniquement de division locale - du SCCA PRO Rally, sur asphalte ou sur glace, avec l'équipe du Harco Motorsports PRO Rally Team et Albert Zifilippo (dessinateur styliste chez Chrysler Corp.) du Mont Clemens (MI) pour copilote, ce dernier ayant débuté en compétitions PRO Rally divisionnaires en 1992 d'emblée avec S.Harvey, Jr. (Lockwood Lake Divisional PRO Rally).
Scott Harvey, Jr. est un pilote licencié au Michigan Sports Car Club (MSCC). Il utilise une 1991 Eagle Talon pour ses compétitions au niveau du championnat CenDiv et de la région de Détroit.

## Palmarès

### Victoires en Championnat CenDiv SCCA PRO Rally (du Sports Car Club of America)
- Quadruple vainqueur du Rallye Press on Regardless (P.O.R. de Détroit, reclassé comme course longue - épreuve d'endurance TSD - depuis 1994): 1994 (copilote Ralph Beckman, sur 1991 Eagle Talon), 2004 (copilote Jim Fekete, sur 1991 Eagle Talon), 2008 (copilote Jack von Kaenel (ayant alors déjà remporté le P.O.R. à 4 reprises avec Ron Johnstonbaugh, le recordman actuel de l'épreuve avec 5 succès), encore sur 1991 Eagle Talon lors de la 60e édition du rallye, et 2011 (copilote Rob Moran, toujours sur 1991 Eagle Talon).

(nb: Jim Mickle fut également copilote de l'Eagle Talon à la fin des années 1990)